# Daniil Medvedev
Daniil Sergeyevich Medvedev (em russo: Дании́л Серге́евич Медве́дев, pronunciado [dənʲɪˈiɫ mʲɪdˈvʲedʲɪf]; Moscou, 11 de fevereiro de 1996) é um tenista russo e atual número 14 no ranking de simples da ATP. Possui 20 títulos, sendo os mais importantes o US Open de 2021, o ATP Finals de 2020 e seis Masters 1000. Alcançou pela primeira vez na carreira o posto de número 1 do mundo no dia 28 de fevereiro de 2022.
Em outubro de 2019, a chegar à final em Shangai, Medvedev se tornou o 13.º jogador desde 1990 a alcançar a três finais consecutivas do ATP Masters 1000 e o 7.º jogador masculino desde 2000 a conseguir nove ou mais finais do torneio ATP em apenas uma temporada. No US Open de 2019, Medvedev terminou com o vice-campeonato após ser derrotado em cinco sets pelo espanhol Rafael Nadal.
No dia 22 de novembro de 2020, Medvedev venceu o ATP Finals, derrotando o austríaco Dominic Thiem na final, conquistando assim o título mais importante de sua carreira. No caminho para a final, Medvedev derrotou os então primeiro e segundo colocados do ranking ATP, Novak Djokovic e Rafael Nadal.
Em 2021, Medvedev chegou à final do Australian Open, onde foi derrotado por Djokovic. Em 12 de setembro do mesmo ano, conquistou seu primeiro título de Grand Slam a derrotar o Djokovic por 3–0 em sets (6-4, 6-4 e 6-4) na final do US Open.
Em 2022, como 2º do Mundo e contra Rafael Nadal (3º), Medvedev chegou novamente à final do Australian Open no dia 30 de janeiro. Com duração de 5h24 e apesar de ganhar os dois primeiros sets, o russo perdeu a partida por 2–3 (6-2, 7-6, 4-6, 4-6 e 5-7) e terminou com o segundo vice-campeonato seguido na competição realizada em Melbourne.